# St. Martin (Oberwalluf)

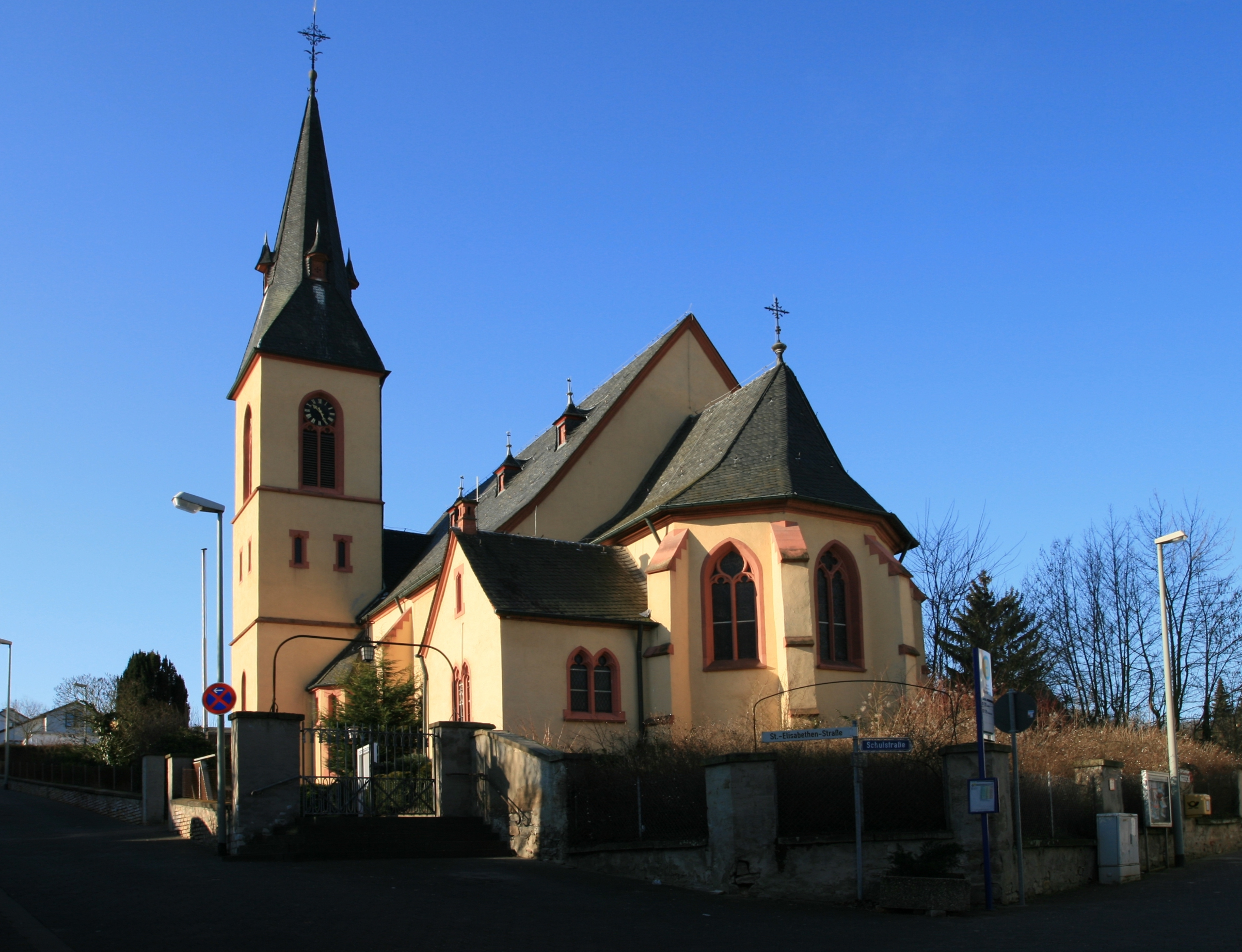
St. Martin in Oberwalluf

Die römisch-katholische, ehemalige Pfarrkirche St. Martin ist eine neugotische Kirche in Oberwalluf im Rheingau. Sie ist heute eine Filialkirche der Pfarrei St. Peter und Paul Rheingau, einer Pfarrei neuen Typs. Seit 2015 ist St. Peter und Paul in Eltville auch Pfarrkirche von Oberwalluf.

## Geschichte

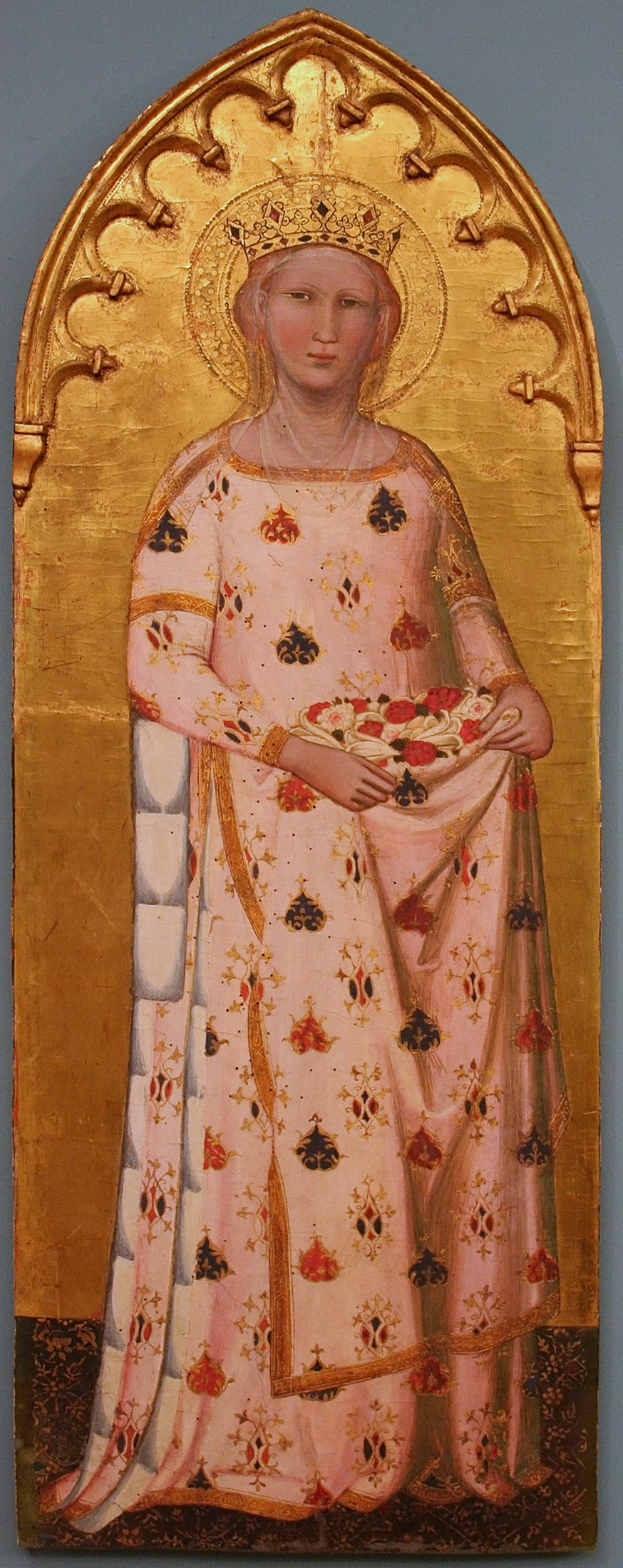
Darstellung der Hl. Elisabeth, ca. 1365

Das Kirchenschiff wurde 1900/1901 erbaut. Der ältere, spätgotische Chor enthält Maßwerkfenster und ein Netzgewölbe.
Mit der kompletten Ausstattung der Kirche wurde 1903 der Künstler und Restaurator Hans Steinlein (1872–1958) betraut.

## Elisabethenaltar
Der Elisabethenaltar hütet das Bußgewand der Hl. Elisabeth von Thüringen. Einer Überlieferung nach hat es ihr der Hl. Franz von Assisi selbst nach ihrem Eintritt in seinen Orden zum Geschenk gemacht. Das eng fallende Kleidungsstück besteht aus dunklem, grobem Wollstoff. Um 1237 kam es zunächst nach Kloster Tiefenthal, 1803 wurde es an die Kirche von Oberwalluf übergeben. Am Sonntag nach dem Elisabeth-Tag (17. November) wird der Schrein mit dem Gewand geöffnet und eine Reliquien-Feier abgehalten.

## Glocken
Geläutedisposition: fis′+4 – a′+4 – h′+9 
| Nr. | Name      | Gussmetall    | Masse (kg) | Ø (mm) | Schlagton (16tel) | Abklingdauer (Sec.) | Klangverlauf | Gussjahr | Glockengießer    | Inschrift                                                                                               |
| 1   | Maria     | Glockenbronze | 660        | 1042   | fis1+4            | 84                  | ruhig        | 1951     | Rincker          | NOS CUM PROLE PIA BENEDICAT VIRGO MARIA ANNO SANCTO 1951. GEGOSSEN VON GEBR. RINCKER IN SINN, NR. 7298. |
| 2   | Johannes  | Glockenbronze | ca. 330    | 835    | a1+4              | 51                  | unruhig      | ?        | ?                | VOX CLAMANTIS JOHANNIS BAPTISTE.                                                                        |
| 3   | Elisabeth | Glockenbronze | 290        | 785    | h1+9              | 52                  | ruhig        | 1929     | Humpert / Brilon | HEILIGE ELISABETH MUTTER DER ARMEN SEGNE UNS! GEGOSSEN VON HUMPERT, BRILON A.D. 1929                    |